# 耶路撒冷十字

耶路撒冷十字

耶路撒冷王國國旗

耶路撒冷圣墓骑士团紋章上的十字

格鲁吉亚国旗

耶路撒冷十字（☩, Unicode U+2629），有时也被称作为“十字军十字”。是由一个被四个小希腊十字（所有臂長相等）所围绕的一个大希腊十字，所组成的纹章十字或基督教符号。
这个十字更简单的形式（大十字四端没有延伸）常被称为“十字军十字”，这是因为当年第一次十字军东征的时候，教宗烏爾巴諾二世将一面带有此标志的教宗旗给予了十字军战士。而且后来，这个十字也成为了耶路撒冷拉丁王国的标志。
据说，耶路撒冷十字中，四个小十字象征着四福音（玛窦福音、马尔谷福音、路加福音、若望福音），或者代表基督的福音从耶路撒冷传出的四个方向。而就整体来说，五个十字可以象征耶穌受難及摩西五经中的“五伤”，也被说成是代表最初五大基督教会（五大牧首區）。
耶路撒冷十字被用于格鲁吉亚国旗当中。耶路撒冷十字也被用作天主教上帝时间（Kairos）静修的象征，每个参加者都会在该静修结束后获得该十字的挂饰。
耶路撒冷十字可能源自腓尼基，其形状可能是白色或绿色的八点十字，被称作马耳他十字。其中每个点都代表了真福八端中的一端。
有时，五十字中的大十字是以复式十字的形式存在，此时，其更倾向被成“耶路撒冷十字”。
東方基督教的教堂多以耶路撒冷十字作為平面設計，中央為講台，四方為座席。

## Unicode字符
耶路撒冷十字（☩）是一種歷史悠久的基督教象徵，最早見於十字軍東征時期，象徵耶穌基督與四福音的傳播，也代表耶路撒冷的宗教中心地位。此符號由一個大十字與四個小十字組成，傳統上象徵五處聖傷。
該符號的 Unicode 編碼為 U+2629，歸屬於「Miscellaneous Symbols（零杂符号）」區段，能在多數現代數位系統中正確顯示。此編碼允許耶路撒冷十字被廣泛運用於文書處理、宗教網站、歷史資料與數位排版中，具有文化與宗教的重要象徵意義。